# Anthony Braxton

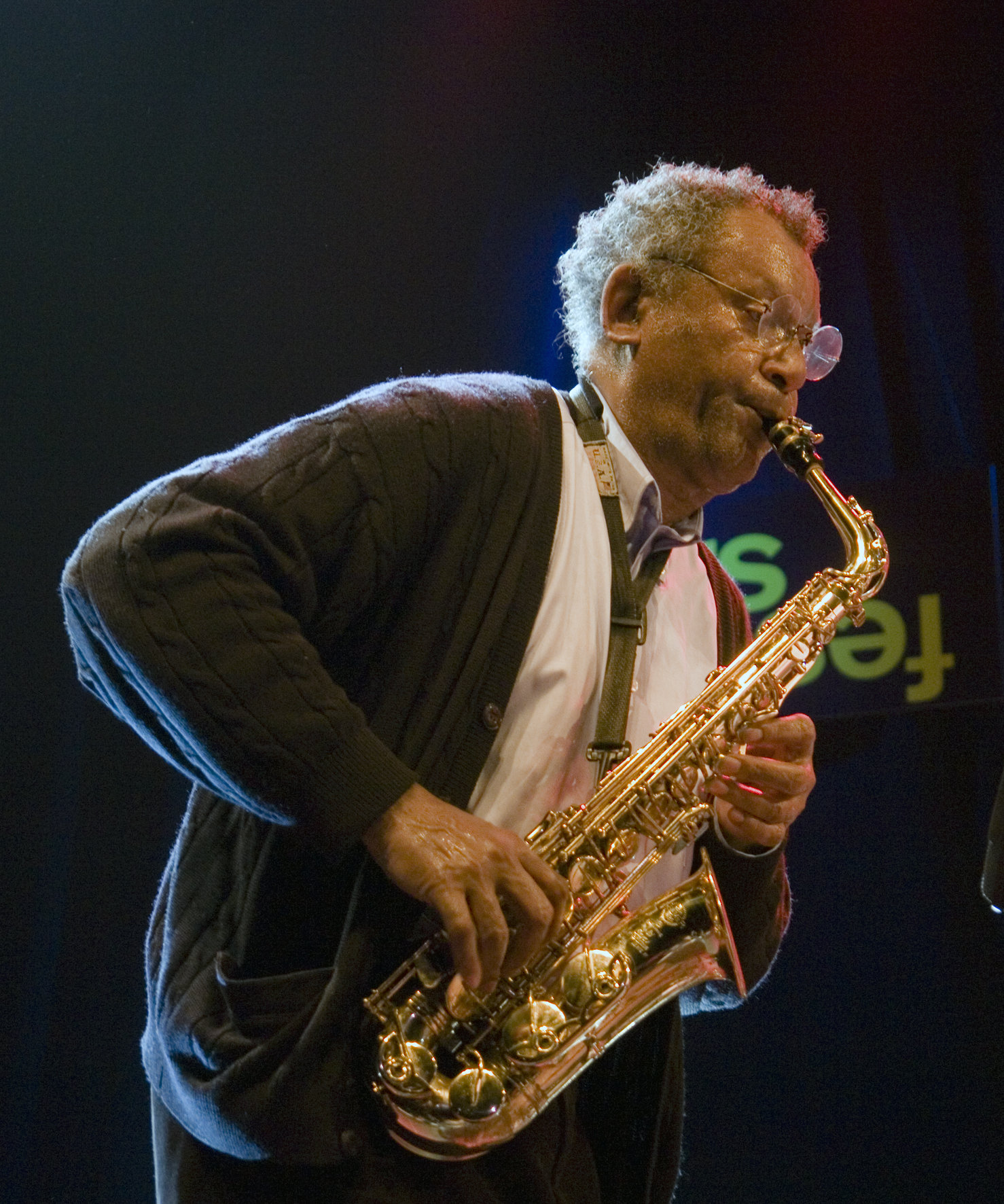
Anthony Braxton, Jazzfestival Moers, 26. Mai 2007

Anthony Braxton (* 4. Juni 1945 in Chicago) ist ein US-amerikanischer Komponist und Multi-Instrumentalist (unter anderem Altsaxophon und Klavier) des Modern Creative.

## Leben und Werk
Braxton lernte mit 15 Jahren Saxophon; sein Idol war zunächst Paul Desmond. Im Alter von 17 Jahren begann er mit dem Studium der Musik am Chicago Musical College sowie der Philosophie an der Roosevelt University. Nachdem er beim Militär Klarinette und Altsaxophon gespielt hatte, zog er nach Chicago zurück und schloss sich der Association for the Advancement of Creative Musicians an. 1968 gründete er seine erste eigene Gruppe, die Creative Construction Company, mit Leroy Jenkins und Wadada Leo Smith und veröffentlichte seine erste Platte. Er war auch als professioneller Schachspieler tätig und kam während eines längeren Europa-Aufenthalts um 1970 auch mit der europäischen Avantgarde sowohl des Jazz (Gunter Hampel, Globe Unity Orchestra, Derek Bailey) als auch der Neuen Musik (z. B. Iannis Xenakis, Edgar Varèse, Karlheinz Stockhausen) in Berührung.
Braxton führte sowohl das Kontrabasssaxophon und das Sopranino als auch die Kontrabassklarinette in den Jazz ein. Er hat sich bereits Mitte der 1970er Jahre mit dem Einsatz von Computern und elektronischen Instrumenten beschäftigt. In den 1990er Jahren begann Braxton zusätzlich zu den Holzblasinstrumenten Piano zu spielen. Nachdem er lange bewusst auf rhythmische Intensität verzichtete und eine stakkatierte Tonbildung anstrebte, was ihm den Vorwurf einbrachte, seine Musik sei „zu weiß“, wird seinem Spiel heute durchweg „rhythmische Kraft, Flexibilität, Phantasie und Wärme“ zugeschrieben.
Braxton war der erste Jazzmusiker, der ein ganzes Doppelalbum unbegleiteter Altsaxophonsoli aufnahm. Sein Quartett der 1970er Jahre (zunächst mit Chick Corea, Dave Holland und Barry Altschul) gehört zu den wichtigen Gruppen des Creative Jazz. Er trat erfolgreich bei zahlreichen Festivals auf (zwischen 1974 und 1978 jährlich in Moers, 1976 und 1979 auch auf dem Newport Jazz Festival). In den 1980ern und 1990ern spielte er überwiegend mit Marilyn Crispell, Mark Dresser und Gerry Hemingway.
Braxtons Schaffen ist sehr gut dokumentiert und auf mehr als zweihundert Alben veröffentlicht. Als besondere Plattenerfolge erwiesen sich seine Soloalben wie Saxophone Improvisations, Series F (1972), dann 1974 eine Einspielung von Standards mit europäischen Musikern, Five Pieces 1975, die mit dem Prix de l’Académie de Jazz ausgezeichnete Creative Orchestra Music 1976, Time Zones (1976) mit Richard Teitelbaum, Elements of Surprise (1976) mit George Lewis sowie Aufnahmen mit Derek Baileys Company.
Braxton komponiert, beeinflusst von Charles Ives, Harry Partch und John Cage, orchestrale Musik und hat Opern wie Shala Fears for the Poor (1996) und Trillium E (2010) geschrieben. Vieles in seiner Musik ist Jazz-orientiert. In seiner Spielpraxis schließt er auch an die freien Konzepte von Vinko Globokar und Frederic Rzewski an. Er schuf eine große Anzahl hochkomplexer Werke, die jedoch „keiner traditionellen Werkästhetik“ angehören; vielmehr werden sie „vom Komponisten selbst dekonstruiert, remixed, übermalt. Seine Kompositionen sind also die erste Schicht, ein Basis-Klangmaterial, das – je nach Verlauf des Konzerts – jederzeit abrufbar ist bzw. sein soll“ und sich einerseits mit Improvisationen abwechselt, andererseits anderen Kompositionen simultan gegenübergestellt und gleichzeitig gespielt wird. Teilweise experimentierte Braxton auch mit sehr ungewöhnlichen Besetzungen und schrieb Stücke für 100 Tubas oder für vier Orchester, schrieb aber auch für klassische Besetzungen wie etwa für Streichquartett 8KN-(B-12)-R10  (1986). Teilweise benutzt er für seine graphische Notation und die Bezeichnungen der Kompositionen Diagramme, die an mathematische Formeln erinnern.
Braxton war als Hochschullehrer ab 1985 am Mills College in Oakland tätig und hat seit 1990 eine Professur für Musik an der Wesleyan University in Connecticut. 1985 legte er sein dreibändiges musikphilosophisches und -theoretisches Werk Tri-Axium-Writings vor.
Sein Sohn Tyondai Braxton ist als professioneller Musiker tätig und zunächst als (ehemaliges) Mitglied der Battles bekannt.

## Preise und Auszeichnungen
Ende der 1970er und Anfang der 1980er Jahre belegte Braxton auf verschiedenen Instrumenten erste und vordere Plätze bei den Polls des Down Beat. 1995 erhielt er den Genius Grant der Mac Arthur Foundation. Wie im Juni 2013 bekannt wurde, wird er 2014 mit der NEA Jazz Masters Fellowship die höchste amerikanische Auszeichnung für Jazzmusiker erhalten.
Seit 2024 ist er Mitglied der American Academy of Arts and Letters.

## Diskografische Hinweise
- 1968: For Alto
- 1988: Six Monk’s Compositions (1987)
- 1989: Seven Compositions (Trio) 1989
- 1989: Eight (+3) Tristano Compositions 1989: For Warne Marsh
- 1990: Four (Ensemble) Compositions
- 1993: Quartet (Coventry) 1985
- 1993: Anthony Braxton’s Charlie Parker Project
- 1993: Duo (London) 1993, mit Evan Parker
- 1993: Trio (London) 1993, mit Parker, Paul Rutherford
- 1995: 10 Compositions (Duet) (mit Brett Larner)
- 2002: Ninetet (Yoshi’s) 1997 Vol. 1
- 2002: Solo (NYC) 2002
- 2003: Ninetet (Yoshi’s) 1997 Vol. 2
- 2008: Beyond Quantum, mit Milford Graves, William Parker
- 2010: Old Dogs, mit Gerry Hemingway
- 2010: 19 Standards (Quartet) 2003
- 2010: Quartet (Mestre) 2008
- 2016: Duo (DCWM) 2013, mit Miya Masaoka
- 2014: 10 Comp (Lorraine) 2022
- 2018: Eight Improvisations (Trio) 2014
- 2021: Quartet (Standards) 2020
- 2024: Sax QT (Lorraine) 2022
- 2024: Solo Bern 1984: First Visit

## Schriften
- Triaxium Writings. Volumes 1–3, 1985.
- Composition Notes. Volumes A–E, 1988.